# Оломоуцькі сирки
Оломоуцькі сирки (чеськ. Olomoucké tvarůžky, словац. olomoucké syrečky, нім. Olmützer Quargel) — моравський дозрілий сир, який виготовляється з знежиреного молока. Традиційно виробництво було зосереджено в регіоні Гана з XV-го століття. Місто Лоштіце пов'язане з виробництвом сирків, де їх з 1876 року виготовляє компанія A.W.
Як говорить сам виробник: «Сир має унікальний пряний смак, типовий запах, поверхню з золотисто-жовтою шкуркою, напівм'яку або м'яку консистенцію з помітно світлішою серцевиною.»
У 2016 році магазин у Лоштіце почав випускати різноманітні сорти морозива на основі сиру.

## Історія
Перша письмова згадка датується XV-м століттям, коли сир був частиною дієти в сільській місцевості. Позначення «Olomoucké tvarůžky» було створено завдяки ринкам в Оломоуці, де продавався сир. Більшість сиру, проте, було вироблено в навколишніх селах під назвою selské tvarůžky («сільські сирки»). Слово tvarůžky походить від творогу, який є проміжним продуктом виробництва сирків.
Сьогоднішнє виробництво в Лоштіце розпочав Йозеф Вессельс з його сином Алоїсом в 1876 році. Виробництво розширялося до Першої світової війни, коли в компанії працювало 36 чоловік і стало найбільшим виробником сиру. У 1902 була побудована Професійно-технічна школа молочної техніки в Кромержижі, яка виховала спеціалістів до молочного виробництва. У школі також були курси для сирків, і була побудована «сиркарня». Після 1948 року виробничий завод був націоналізований і, як стверджує A.W., «виробництво сиру тривалий час зменшувалося, майже не було зроблено жодних інвестицій в технологію і особливо в сироварню». У 1991 році компанія повернулася до нащадків первісних власників, які відразу почали виробництво. Так, у 2010 році сирки отримали Захист позначення у рамці  Європейського Союзу. Зараз компанія має більш ніж 130 співробітників в Лоштіце і щорічно виробляє понад дві тисячі тонн сиру.

## Виробництво

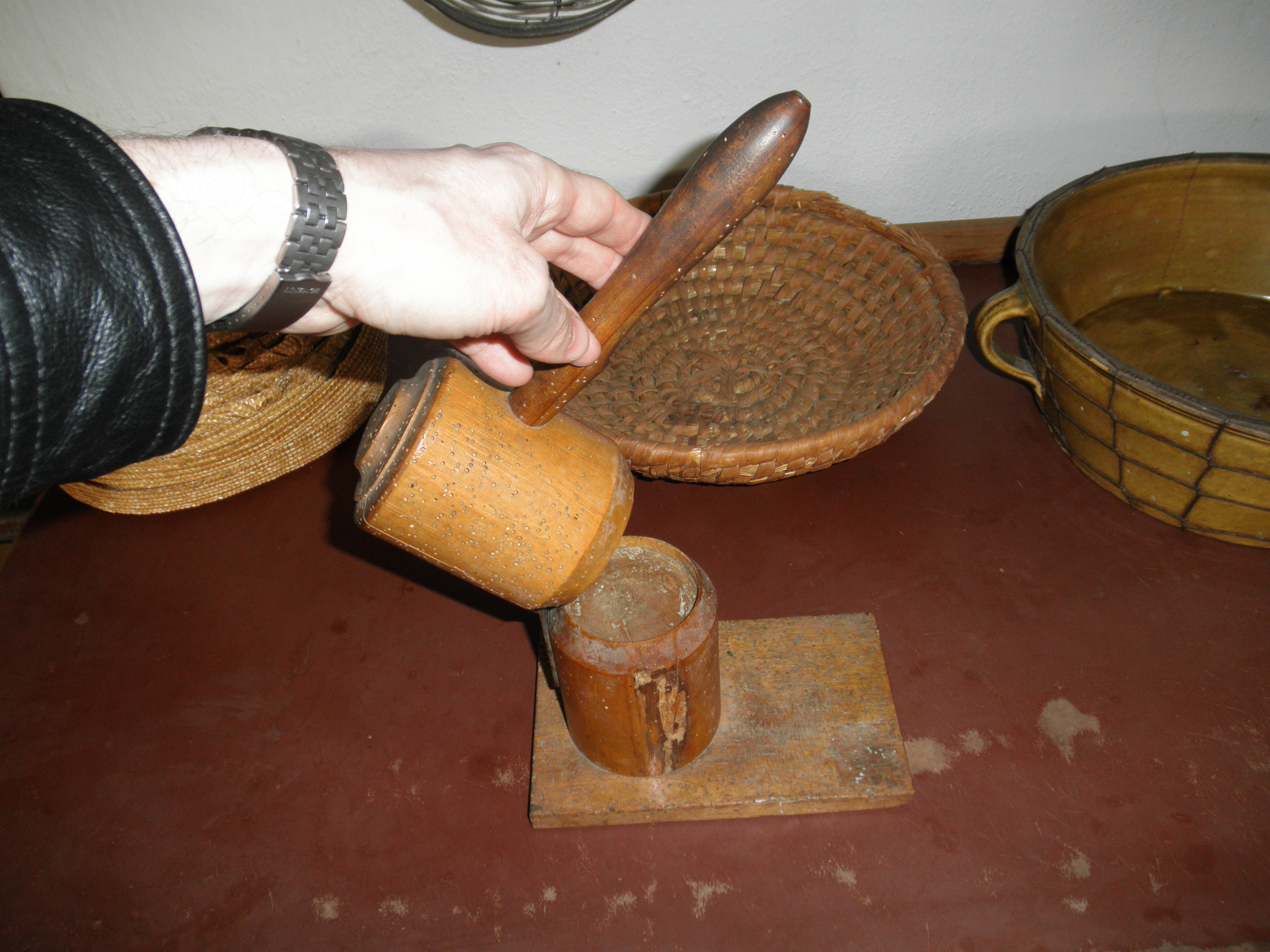
Klapačka (ручний апарат для формування сиру)

Традиційно сирики були зроблені жінками, які називали себе pleskačky і використовували дерев'яні інструменти, так звані klapačky, які надавали сиру форму колечка. Принцип виробництва не змінився і донині, тільки сучасні машини замінили ручну роботу. Основою виробництва є нежирний творог, який дозріває з сіллю. Потім він розточується і формується в колечка, віночки або палички. Згодом сир залишають дозрівати в духовці протягом декількох днів. Після цього сири промивають, щоб змити дріжджі з поверхні і таким чином розпочати суміш бактеріальних культур. Потім на решітках для сушіння поглиблюють сир. Решітки потім збирають у ящики і поміщають в холодильну камеру, де вони дозрівають протягом одного або двох днів.